# Ondřej Matouš
Ondřej Matouš (* 11. dubna 1978)  je český chovatel holubů a komunální politik. Od září 2020 člen a od ledna 2023 předseda Rady Českého rozhlasu, v letech 2006 až 2010 a opět v letech 2014 až 2020 zastupitel města Milovice (z toho v letech 2014 až 2020 místostarosta a později radní města).

## Život
V letech 1992 až 1997 vystudoval SOŠ Čelákovice a později v letech 2011 až 2016 pak obor sociální a mediální komunikace na Univerzitě Jana Amose Komenského Praha (získal titul Mgr.).
Od roku 1998 pracuje na Výstavišti Lysá nad Labem, nejprve jako produkční, v letech 2004 až 2006 jako zástupce ředitele a od června 2006 pak jako ředitel. Od roku 1992 je členem Českého svaz chovatelů, kterému od listopadu 2019 předsedá. Je držitelem ocenění Mistr Evropy v chovu holubů a Mistr České republiky v chovu holubů. Od roku 1994 je také členem TJ Sokol Milovice.
Ondřej Matouš žije od roku 1992 ve městě Milovice na Nymbursku.

## Politické působení
V komunálních volbách v roce 2006 byl zvolen jako nezávislý za uskupení „Sdružení nezávislých kandidátů - "O nás s námi"“ zastupitelem města Milovice. Ve volbách v roce 2010 mandát obhajoval již jako člen TOP 09, ale neuspěl a v zastupitelstvu skončil.
V komunálních volbách v roce 2014 však byl opět zvolen zastupitelem města z pozice člena TOP 09. V červnu 2015 se navíc stal neuvolněným 1. místostarostou města. Ve volbách v roce 2018 obhájil post zastupitele města, a to jako člen TOP 09 a lídr kandidátky uskupení „TOP MÍSTO PRO ŽIVOT“ (tj. TOP 09 a hnutí STAN). V listopadu 2018 se pak stal radním města.
Dne 29. září 2020 byl zvolen Poslaneckou sněmovnou PČR novým členem Rady Českého rozhlasu. Získal 128 hlasů ze 171 hlasujících poslanců, do rady jej nominoval Český svaz chovatelů. V souvislosti se svým zvolením rezignoval dne 27. října 2020 na posty zastupitele a radního města Milovice. V lednu 2023 se stal novým předsedou Rady Českého rozhlasu, ve funkci vystřídal Miroslava Dittricha.